# 米歇尔-加布里埃尔·帕卡尔
米歇尔-加布里埃尔·帕卡尔（義大利語：Michel Gabriel Paccard，法語發音：[miʃɛl ɡabʁijɛl pakaʁ]；1757年—1827年）是一名薩伏依醫生和登山家，薩丁尼亞王國公民。

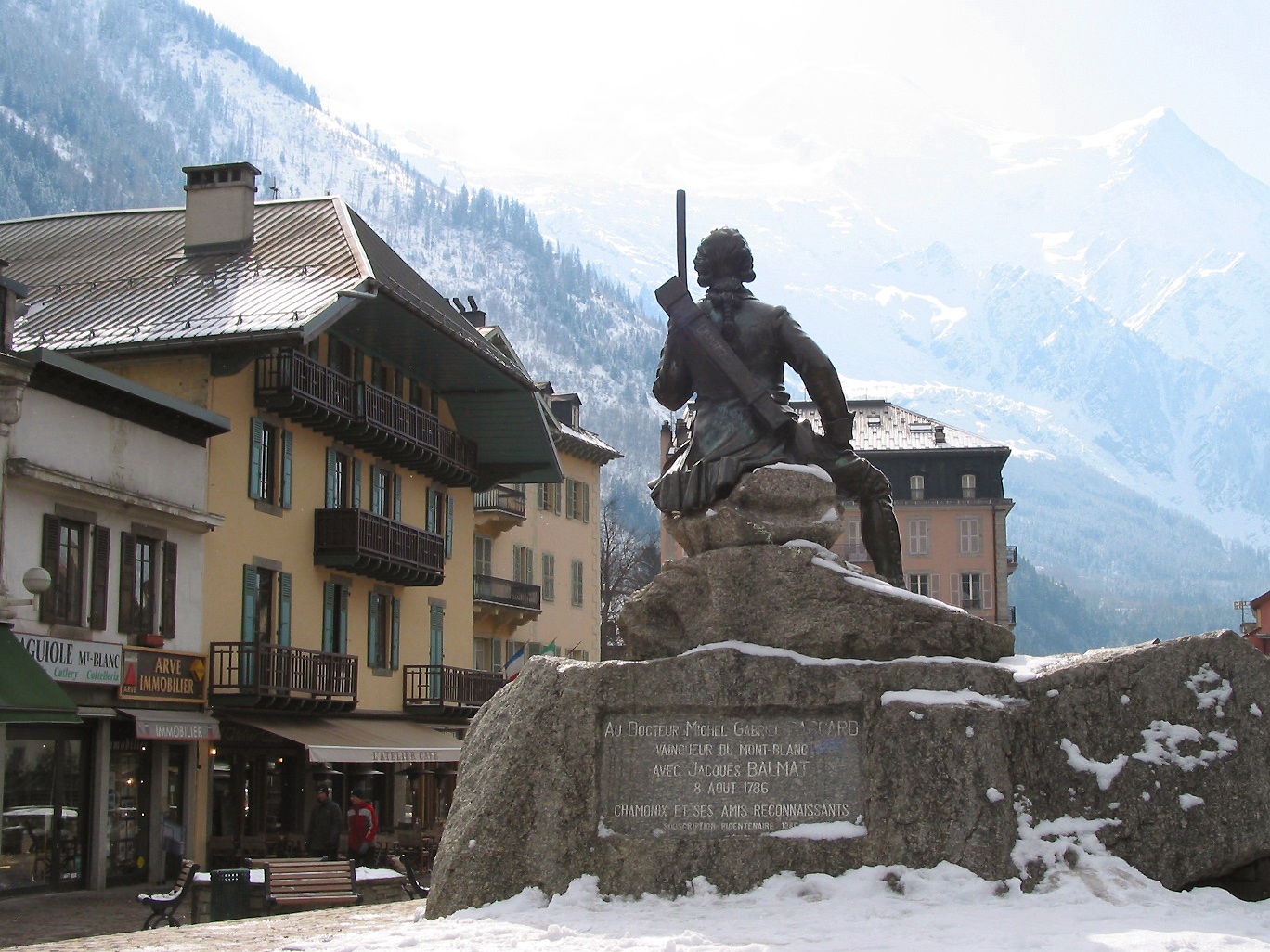
米歇尔-加布里埃尔·帕卡尔在勃朗峰霞慕尼的紀念雕像

帕卡尔出生於霞慕尼，在都靈學習醫學。由於他對植物學和礦物的熱情，他遇到奧拉斯-貝內迪克特·德索敘爾，後者發起了首位登頂白朗峰的比賽。
加斯东·雷比法寫道：「就像自然科學信徒的德索敘爾一樣，他有一個夢想：攜帶氣壓計到山頂並在那裡讀數。作為一名優秀的登山家，他已經做了幾次嘗試。」
帕卡尔在1783年與馬克-泰奧多爾·布里進行第一次登頂嘗試，但未獲成功。1784年，他與雅克·巴尔马進行了幾次嘗試，之後他們於1786年8月8日一起首次登上白朗峰。
帕卡尔和巴爾馬登上白朗峰是早期登山史上的一項重大成就。道格拉斯·米爾納（C. Douglas Milner）寫道：「這次攀登本身就很壯觀；是耐力和持續的勇氣的驚人壯舉，僅由這兩人完成。他們沒有攀登工具，沒有冰斧，背負著科學設備和長鐵尖棍。幸運的天氣和一顆月亮確保了他們活著回來。」
埃里克·西普頓寫道：「他們的勇氣和決心是令人震撼的成就，是登山史上最偉大的成就之一。他們不僅是在未曾探索過的地方，而且是在一條所有嚮導都認為不可能的路線上完成的。」
帕卡尔後來與巴爾馬的妹妹結婚，並成為一名治安法官。